# Thomas M. Scanlon
Thomas M. Scanlon, född 1940 i Indianapolis, Indiana, är en amerikansk filosof, professor i naturlig religion och moralfilosofi vid Harvard University.
Thomas M. Scanlon föddes i Indianapolis som son till en advokat. Han studerade filosofi vid Princeton University, där han tog examen 1962. Genom ett Fulbrightstipendium kunde han därefter bege sig till Brasenose College, Oxford University och studera för Michael Dummett, och kom då under inflytande av Immanuel Kants filosofi. Tillbaka i USA, fortsatte han sina studier vid Harvard, där han lärde känna John Rawls. 1968 doktorerade han i logik vid Harvard med sin doktorsavhandling om bevisteori. Han utnämndes till professor i filosofi vid Princeton 1977, men återvände till Harvard där han 1988 erhöll Alfordprofessuren i naturlig religion och moralfilosofi. Han föreläser regelbundet i Oxford.
Scanlon har främst arbetat med moralfilosofi och politisk teori. Framför allt hans verk om kontraktualismen, samt om politiska friheter och rättigheter har blivit uppmärksammade internationellt. I hans artikel ”Contractualism and Utilitarianism”, som översatts till flera språk, argumenterar han för att utilitarismen sedd från dess metaetiska grundval, inte kan undgå att vara normativ, och att kontraktualismen ur denna synvinkel är ett bättre alternativ.
Hans bok What We Owe to Each Other (Harvard University Press, 1998) har av Derek Parfit kallats den viktigaste boken i etik som skrivits på 1900-talet, och den har blivit en modern klassiker. Han framhåller i denna bok att han är en kontraktualist, och härleder detta till Rousseau. Med kontraktualism menar Scanlon ett förhållningssätt där handlingar och begär sätts i relation till andra individer, och åsikten att dessa handlingar och begär måste kunna rättfärdigas gentemot dessa individer — att handlingar eller begär har en förnuftsenlig orsak räcker inte för att de ska anses vara moraliska, enligt Scanlon. När Scanlon höll Tannerföreläsningen i Oxford 1986 definierade han kontraktualistisk moral utifrån dess allmängiltighet: en moralisk handling är rätt om den skulle vara nödvändig eller tillåten enligt principer vilka ingen kan ha förnuftigt skäl att avvisa som bas för en allmän regel, i ett system av co-deliberation. Den som kan ha en sådan orsak att avvisa, är den som drabbas av principens, inte handlingens, negativa konsekvenser. I What We Owe to Each Other vänder han på definitionen, och skriver att en handling är felaktig om den inte kan rättfärdigas för andra på grunder som de inte har förnuftsbaserade skäl att avvisa som bas för en frivillig och upplyst regel. Här lanserar han begreppet buck-passing account, med vilket han avser att förneka att godhet eller värde är substantiella, och menar i stället att ett visst fenomen anses vara gott på grund av att förnuftet säger att det finns substantiella skäl att föredraga detta fenomen framför andra. Detta begrepp har blivit mycket omdebatterat. Scanlon har även blivit känd för att i denna bok avvisa, inte bara utilitarismen, utan  konsekventialismen i stort, samt dess välfärdsidé som den är förknippad med. I den Tannerföreläsning han höll i Michigan 1996, slår han, med stöd av Joseph Raz, vidare fast att välbefinnandet har mindre betydelse för människan än etiken, särskilt utilitarismen, dittills utgått från. Traditionellt har etiken utgått från att individens välbefinnande är det högsta värdet, som betingar andra värden. Scanlon menar i stället att välbefinnandet är inklusiv i andra värden, och att uppnå andras välbefinnande är ett värde som kan vara överställd det egna välbefinnandet. Vissa handlingar människan gör kan också förklaras med att de utförs i enlighet med att människan är förnuftig, menar Scanlon, och kan inte reduceras till uttryck för det individuella välbefinnandet.
2003 utkom han med The Difficulty of Tolerance, en samling essäer skrivna mellan 1969 och 1999, vilka handlar om enligt vilka principer politiska institutioner kan rättfärdiga sig och bedömas efter.